# Pokrov přesvaté Bohorodice
Pokrov přesvaté Bohorodice (rusky Покров Пресвятой Богородицы), také Ochrana přesvaté Bohorodice je svátkem pláště Panny Marie Ochranitelky, jedním z velkých svátků liturgického roku řeckokatolické a pravoslavné církve. 

## Historie
Svátek byl zaveden po zjevení Panny Marie Bohorodičky v polovině 10. století v Konstantinopoli v chrámu svaté Marie z Blachernae. Svatý Ondřej Konstantinopolský († 936), zvaný také Andrej Jurodivý, měl vizi Bohorodičky,, jak se modlí za lid a následně na znamení ochrany nad přítomnými v chrámě rozprostřela svůj plášť. Tento plášť (pléd, šál, maforion) byl v katedrále Hagia Sofia v Konstantinopoli uchováván jako relikvie. 

## Ikona
Novgorodská ikona představuje nejstarší vyobrazení Pokrovu Panny Marie Bohorodičky: Je namalována vznášející se na oblaku, uprostřed byzantského chrámu, jako ochránkyně s pažemi rozepjatými v gestu orantky, modlící se za lidstvo.  Nad Bohorodičkou je rozprostřen úzký pás červeného pláště, přidržovaný dvěma anděly. Nad ním uprostřed polofigura žehnajícího Ježíše Krista.
Ve spodním patře chrámu stojí dvě skupiny světců: vpravo svatý Jan Křtitel ukazuje na Bohorodičku třem apoštolům. Vlevo svatý Ondřej Konstantinopolský líčí svou vizi třem apoštolům. Ve středním patře vlevo jsou vyobrazeni tři svatí Otcové východní církve, vpravo dva andělé.
Tento typ vyobrazení Bohorodičky se podle konstantinopolského chrámu nazývá Blachernissa.

## Svátek
Slaví se 1. října juliánského kalendáře nebo 28. října gregoriánského kalendáře. Ekvivalentem tohoto svátku a mariánského typu vyobrazení je v římskokatolické církvi Panna Marie Ochranitelka.
Na Slovensku je Pokrov jedním z nejoblíbenějších mariánských svátků, je mu zasvěceno několik řeckokatolických chrámů. 

### Související hesla
- Madona Ochranitelka z Kostelce nad Ohří